# Gajin Kosaka
Gajin Kosaka (上阪 雅人, Kosaka Gajin) est un peintre japonais des XIXe et XXe siècles, né en 1877 et mort en 1953.

## Biographie
Gajin Kosaka est un peintre de paysages et graveur. Élève de Kōno Bairei et de Yamamoto kinemon (1871-1933) en peinture traditionnelle, il se fixe à Tokyo en 1907 et étudie la peinture à l'Institut Hakubakai et à l'institut de Peinture Occidentale Taiheiyo. Il commence la gravure sur bois en 1922 et, ensuite, expose régulièrement à la Société de Création d'estampes. En 1931, il est engagé par le Ministère de l'Éducation comme conseiller pour la composition de manuels d'art pour enfant. À partir de cette époque, il participe aux Salons de l'Académie Nationale de Peinture. En 1950 une exposition à Los Angeles, et en 1952 une autre à Paris le font connaître internationalement. En 1956 une importante rétrospective de l'ensemble de son œuvre circule aux États-Unis et en Europe.

## Son style
À partir de 1930 environ, il ne pratique plus que l'encre noire sur papier humidifié, pour obtenir des effets de flou. Il cherche à capter l'essence de son sujet plutôt que son aspect extérieur, ainsi pour lui le Mont Fuji devient quelque chose de massif, d'audacieux, et non plus le thème élégant qu'on trouve en général chez les autres artistes.